# Mariano Rumor
Mariano Rumor (phát âm tiếng Ý: [maˈrjaːno ruˈmor]; 16 tháng 6 năm 1915 – 22 tháng 1 năm 1990) là chính trị gia người Ý. Là một đảng viên của Dân chủ Thiên Chúa giáo, ông giữ chức Thủ tướng Ý từ năm 1968 đến năm 1970 và một lần nữa từ năm 1973 đến năm 1974.